# Copa Libertadores 2012/Faza grupowa
Faza grupowa Copa Libertadores 2012.

## 1/16 finału (Faza grupowa)
|  | Zespoły zakwalifikowane do 1/8 finału |
|  | Zespoły wyeliminowane                 |

### Grupa 1
| Zespół               | Mecze | Z | R | P | Br+ | Br- | Bilans | Pkt |
| -------------------- | ----- | - | - | - | --- | --- | ------ | --- |
| Santos FC            | 6     | 4 | 1 | 1 | 12  | 5   | +7     | 13  |
| SC Internacional     | 6     | 4 | 2 | 2 | 10  | 6   | +4     | 8   |
| Club The Strongest   | 6     | 2 | 1 | 3 | 5   | 11  | -6     | 7   |
| Juan Aurich Chiclayo | 6     | 2 | 0 | 4 | 4   | 9   | -5     | 6   |

|                  | Internacional Porto Alegre | Juan Aurich Chiclayo | Santos FC | Club The Strongest |
| ---------------- | -------------------------- | -------------------- | --------- | ------------------ |
| SC Internacional |                            | 2-0                  | 1-1       | 5-0                |
| Juan Aurich      | 1-0                        |                      | 1-3       | 1-0                |
| Santos FC        | 3-1                        | 2-0                  |           | 2-0                |
| The Strongest    | 1-1                        | 2-1                  | 2-1       |                    |

| 9 lutego 2012 | SC Internacional · Oscar 23' · Dátolo 89' | 2 – 01-0Raport | Juan Aurich | Estádio Beira-Rio, Porto Alegre · Widzów: 28.968 · Sędzia: Prudente ( Urugwaj) |
|               |                                           |                |             |                                                                                |

| 15 lutego 2012 | The Strongest · Cristaldo 33' · Ramallo 90' | 2 – 11-1Raport | Santos FC · Henrique 9' | Estadio Hernando Siles, La Paz · Sędzia: Vera ( Ekwador) |
|                |                                             |                |                         |                                                          |

| 23 lutego 2012 | The Strongest · González 26' · Escobar 76' | 2 – 11-1Raport | Juan Aurich · Vaca 23' (sam.) | Estadio Hernando Siles, La Paz · Sędzia: Beligoy ( Argentyna) |
|                |                                            |                |                               |                                                               |

| 7 marca 2012 | Santos FC · Neymar 18' (k), 53', 64' | 3- 11-0Raport | SC Internacional · Leandro Damião 63' | Estádio Urbano Caldeira, Santos · Sędzia: Roman ( Brazylia) |
|              |                                      |               |                                       |                                                             |

| 13 marca 2012 | SC Internacional · Dagoberto 3' · Leandro Damião 6', 56', 72' · Jô 80' | 5 – 02-0Raport | The Strongest | Estádio Beira-Rio, Porto Alegre · Sędzia: Arias ( Paragwaj) |
|               |                                                                        |                |               |                                                             |

| 15 marca 2012 | Juan Aurich · Tejada 14' | 1 – 31-2Raport | Santos FC · Fucile 35' · Ganso 39' · Borges 68' | Estadio Elías Aguirre, Chiclayo · Sędzia: Silvera ( Urugwaj) |
|               |                          |                |                                                 |                                                              |

| 21 marca 2012 | The Strongest · Ramallo 46' | 1 – 10-0Raport | SC Internacional · Gilberto 88' | Estadio Hernando Siles, La Paz · Sędzia: Ponce ( Ekwador) |
|               |                             |                |                                 |                                                           |

| 22 marca 2012 | Santos FC · Edu Dracena 15' · Neymar 58' | 2 – 01-0Raport | Juan Aurich | Estádio do Pacaembu, São Paulo · Sędzia: Loustau ( Argentyna) |
|               |                                          |                |             |                                                               |

| 4 kwietnia 2012 | SC Internacional · Nei 8' | 1-11-0Raport | Santos FC · Alan Kardec 64' | Estádio Beira-Rio, Porto Alegre · Sędzia: Ricci ( Brazylia) |
|                 |                           |              |                             |                                                             |

| 5 kwietnia 2012 | Juan Aurich · Aráujo 20' | 1-0Raport | The Strongest 1-0 | Estadio Elías Aguirre, Chiclayo · Sędzia: Intriago ( Ekwador) |
|                 |                          |           |                   |                                                               |

| 19 kwietnia 2012 | Juan Aurich · Tejada 14' | 1-0Raport | SC Internacional | Estadio Elías Aguirre, Chiclayo · Sędzia: Escalante ( Wenezuela) |
|                  |                          |           |                  |                                                                  |

| 19 kwietnia 2012 | Santos FC · Alan Kardec 85' · Neymar 87' | 2-00-0Raport | The Strongest | Estádio Urbano Caldeira, Santos · Sędzia: Quintana ( Paragwaj) |
|                  |                                          |              |               |                                                                |

### Grupa 2
| Zespół      | Mecze | Z | R | P | Br+ | Br- | Bilans | Pkt |
| ----------- | ----- | - | - | - | --- | --- | ------ | --- |
| Lanús       | 6     | 3 | 1 | 2 | 11  | 6   | +5     | 10  |
| Emelec      | 6     | 3 | 0 | 3 | 7   | 8   | -1     | 9   |
| CR Flamengo | 6     | 2 | 2 | 2 | 12  | 10  | +2     | 8   |
| Olimpia     | 6     | 2 | 1 | 3 | 10  | 16  | -6     | 7   |

|             | Club Sport Emelec | Clube de Regatas do Flamengo | Club Atlético Lanús | Club Olimpia |
| ----------- | ----------------- | ---------------------------- | ------------------- | ------------ |
| Emelec      |                   | 3-2                          | 0-2                 | 1-0          |
| CR Flamengo | 1-0               |                              | 3-0                 | 3-3          |
| Lanús       | 1-0               | 1-1                          |                     | 6-0          |
| Olimpia     | 2-3               | 3-2                          | 2-1                 |              |

| 9 lutego 2012 | Emelec · Figueroa 50' (k) | 1 – 00-0Raport | Olimpia | Estadio George Capwell, Guayaquil · Sędzia: Roldán ( Argentyna) |
|               |                           |                |         |                                                                 |

| 15 lutego 2012 | Lanús · Carranza 74' | 1 – 10-1Raport | CR Flamengo · Léo Moura 45' | Estadio Ciudad de Lanús, Lanús · Widzów: 20.000 · Sędzia: Silvera ( Argentyna) |
|                |                      |                |                             |                                                                                |

| 23 lutego 2012 | Olimpia · Marín 24' · Biancucchi 79' | 2 – 11-0Raport | Lanús · Araujo 71' | Estadio Dr. Nicolás Léoz, Asunción · Sędzia: Ubriaco ( Urugwaj) |
|                |                                      |                |                    |                                                                 |

| 8 marca 2012 | CR Flamengo · Vágner Love 48' | 1 – 00-0Raport | Emelec | Estádio Olímpico João Havelange (Engenhão), Rio de Janeiro · Widzów: 31.859 · Sędzia: Ubriaco ( Urugwaj) |
|              |                               |                |        | |

| 13 marca 2012 | Lanús · Pavone 71' | 1 – 00-0Raport | Emelec | Estadio Ciudad de Lanús, Lanús · Sędzia: Carrillo ( Peru) |
|               |                    |                |        |                                                           |

| 15 marca 2012 | CR Flamengo · Bottinelli 37' · Ronaldinho 56' (k) · Luiz Antônio 63' | 3 – 31-0Raport | Olimpia · Zeballos 76' · L. Caballero 84' · Marín 88' | Estádio Olímpico João Havelange (Engenhão), Rio de Janeiro · Widzów: 30.755 · Sędzia: Buitrago ( Kolumbia) |
|               |                                                                      |                |                                                       | |

| 20 marca 2012 | Emelec | 0 – 20-1Raport | Lanús · Regueiro 5', 87' (k) | Estadio George Capwell, Guayaquil · Sędzia: Osses ( Chile) |
|               |        |                |                              |                                                            |

| 28 marca 2012 | Olimpia · Órteman 6' · Zeballos 52' · Aranda 80' | 3 – 21-0Raport | CR Flamengo · Vágner Love 48' · Bottinelli 77' | Estadio Defensores del Chaco, Asunción · Sędzia: Osses ( Chile) |
|               |                                                  |                |                                                |                                                                 |

| 3 kwietnia 2012 | Lanús · Pavone 13', 54' · Camonaresi 29' · Regueiro 70' · Valeri 77' · S. Romero 84' | 6-02-0Raport | Olimpia | Estadio Ciudad de Lanús, Lanús · Sędzia: Rivera ( Peru) |
|                 |                                                                                      |              |         |                                                         |

| 4 kwietnia 2012 | Emelec · Figueroa 33', 82' · Gaibor 90' (k) | 3-21-2Raport | CR Flamengo · Bagüí 8' (sam.) · Deivid 42' | Estadio George Capwell, Guayaquil · Sędzia: Vázquez ( Urugwaj) |
|                 |                                             |              |                                            |                                                                |

| 12 kwietnia 2012 | CR Flamengo · Welinton 17' · Deivid 41' · Luiz Antônio 49' | 3-02-0Raport | Lanús | Estádio Olímpico João Havelange (Engenhão), Rio de Janeiro · Sędzia: Roldán ( Kolumbia) |
|                  |                                                            |              |       |                                                                                         |

| 12 kwietnia 2012 | Olimpia · Castorino 45+1' · Zeballos 90+1' | –1-2Report | Emelec · Mondaini 66' · Mena 87' · J. Quiñónez 90+2' | Estadio Defensores del Chaco, Asunción · Sędzia: Silvera ( Kolumbia) |
|                  |                                            |            |                                                      |                                                                      |

### Grupa 3
| Zespół               | Mecze | Z | R | P | Br+ | Br- | Bilans | Pkt |
| -------------------- | ----- | - | - | - | --- | --- | ------ | --- |
| Unión Española       | 6     | 3 | 1 | 2 | 10  | 7   | +3     | 10  |
| Bolívar              | 6     | 3 | 1 | 2 | 9   | 7   | +2     | 10  |
| Junior               | 6     | 2 | 1 | 3 | 8   | 8   | 0      | 7   |
| Universidad Católica | 6     | 1 | 3 | 2 | 6   | 11  | -5     | 6   |

|                      | Club Bolívar | Junior Barranquilla | Unión Española | Universidad Católica |
| -------------------- | ------------ | ------------------- | -------------- | -------------------- |
| Bolívar              |              | 2-1                 | 1-3            | 3-0                  |
| Junior               | 0-1          |                     | 2-1            | 3-0                  |
| Unión Española       | 2-1          | 2-0                 |                | 1-1                  |
| Universidad Católica | 1-1          | 2-2                 | 2-1            |                      |

| 8 lutego 2012 | Unión Española · E. Herrera 64' · Cordero 65' | 2 – 00-0Raport | Junior | Estadio Santa Laura-Universidad SEK, Santiago · Sędzia: Quintana ( Paragwaj) |
|               |                                               |                |        |                                                                              |

| 9 lutego 2012 | Universidad Católica · Ovelar 43' | 1 – 11-1Raport | Bolívar · Ferreira 37' | Estadio San Carlos de Apoquindo, Santiago · Sędzia: Loustau ( Argentyna) |
|               |                                   |                |                        |                                                                          |

| 21 lutego 2012 | Bolívar · E. Rodríguez 1' | 1 – 31-0Raport | Unión Española · Díaz 62' · E. Herrera 66' · Pineda 84' | Estadio Hernando Siles, La Paz · Sędzia: Cáceres ( Paragwaj) |
|                |                           |                |                                                         |                                                              |

| 23 lutego 2012 | Universidad Católica · Gutiérrez 19', 26' | 2 – 22-0Raport | Junior · Hernández 52' · Quiñones 60' | Estadio San Carlos de Apoquindo, Santiago · Sędzia: Lunati ( Argentyna) |
|                |                                           |                |                                       |                                                                         |

| 6 marca 2012 | Unión Española · E. Herrera 45' | 1 – 11-1Raport | Universidad Católica · Andía 38' | Estadio Santa Laura-Universidad SEK, Santiago · Sędzia: Puga ( Chile) |
|              |                                 |                |                                  |                                                                       |

| 8 marca 2012 | Junior | 0 – 10-0Raport | Bolívar · Ferreira 80' | Estadio Metropolitano Roberto Meléndez, Barranquilla · Sędzia: Soto ( Wenezuela) |
|              |        |                |                        |                                                                                  |

| 20 marca 2012 | Bolívar · Álvarez 30' · Campos 39' | 2 – 12-0Raport | Junior · Ruiz 67' | Estadio Hernando Siles, La Paz · Sędzia: Rivera ( Peru) |
|               |                                    |                |                   |                                                         |

| 28 marca 2012 | Universidad Católica · Ovelar 7' · Gazale 87' | 2 – 11-0Raport | Unión Española · Villagra 85' | Estadio San Carlos de Apoquindo, Santiago · Sędzia: Polic ( Chile) |
|               |                                               |                |                               |                                                                    |

| 5 kwietnia 2012 | Junior · Vélez 45' · Páez 85' · Hernández 90' | 3-01-0Raport | Universidad Católica | Estadio Metropolitano Roberto Meléndez, Barranquilla · Sędzia: Paulo Oliveira ( Brazylia) |
|                 |                                               |              |                      |                                                                                           |

| 10 kwietnia 2012 | Unión Española · Leal 17' · E. Herrera 66' | 2-11-0Raport | Bolívar · Cantero 82' | Estadio Santa Laura-Universidad SEK, Santiago · Sędzia: Lopes ( Brazylia) |
|                  |                                            |              |                       |                                                                           |

| 17 kwietnia 2012 | Junior · Cárdenas 22' (k) · Páez 34' (k) | 2-1Raport | Unión Española · Vecchio 12' | Estadio Metropolitano Roberto Meléndez, Barranquilla · Sędzia: Beligoy ( Argentyna) |
|                  |                                          |           |                              |                                                                                     |

| 17 kwietnia 2012 | Bolívar · Frontini 1' · Flores 27' · Lizio 48' | 3-02-0Raport | Universidad Católica | Estadio Hernando Siles, La Paz · Sędzia: Vera ( Ekwador) |
|                  |                                                |              |                      |                                                          |

### Grupa 4
| Zespół        | Mecze | Z | R | P | Br+ | Br- | Bilans | Pkt |
| ------------- | ----- | - | - | - | --- | --- | ------ | --- |
| Fluminense FC | 6     | 5 | 0 | 0 | 7   | 4   | +3     | 15  |
| Boca Juniors  | 6     | 4 | 1 | 1 | 9   | 3   | +6     | 13  |
| Arsenal       | 6     | 2 | 0 | 4 | 6   | 7   | -1     | 3   |
| Zamora        | 6     | 0 | 1 | 5 | 0   | 8   | -8     | 1   |

|               | Arsenal de Sarandí | Boca Juniors | Fluminense Football Club | Zamora FC |
| ------------- | ------------------ | ------------ | ------------------------ | --------- |
| Arsenal       |                    | 1-2          | 1-2                      | 3-0       |
| Boca Juniors  | 2-0                |              | 1-2                      | 2-0       |
| Fluminense FC | 1-0                | 0-2          |                          | 1-0       |
| Zamora        | 0-1                | 0-0          | 0-1                      |           |

| 7 lutego 2012 | Fluminense FC · Fred 2' | 1 – 01-0Raport | Arsenal | Estádio Olímpico João Havelange (Engenhão), Rio de Janeiro · Widzów: 28.928 · Sędzia: Arias ( Paragwaj) |
|               |                         |                |         | |

| 14 lutego 2012 | Zamora | 0 – 0Raport | Boca Juniors | Estadio Agustín Tovar, Barinas · Sędzia: Buitrago ( Kolumbia) |
|                |        |             |              |                                                               |

| 21 lutego 2012 | Arsenal · Ortíz 1' · Carbonero 15' · Leguizamón 43' | 3 – 03-0Raport | Zamora | Estadio Julio Humberto Grondona, Sarandí · Sędzia: Osses ( Chile) |
|                |                                                     |                |        |                                                                   |

| 7 marca 2012 | Boca Juniors · Somoza 46' | 1 – 20-1Raport | Fluminense FC · Fred 9' · Deco 54' | Estadio Alberto J. Armando (La Bombonera), Buenos Aires · Sędzia: Amarilla ( Paragwaj) |
|              |                           |                |                                    |                                                                                        |

| 14 marca 2012 | Arsenal · C. Rodríguez 9' (sam.) | 1 – 21-1Raport | Boca Juniors · Mouche 28' · Ledesma 67' | Estadio Julio Humberto Grondona, Sarandí · Sędzia: Lunati ( Argentyna) |
|               |                                  |                |                                         |                                                                        |

| 14 marca 2012 | Fluminense FC · Anderson 57' | 1 – 00-0Raport | Zamora | Estádio Olímpico João Havelange (Engenhão), Rio de Janeiro · Sędzia: Polic ( Chile) |
|               |                              |                |        |                                                                                     |

| 29 marca 2012 | Boca Juniors · Ledesma 49' · Miño 88' | 2 – 00-0Raport | Arsenal | Estadio Alberto J. Armando (La Bombonera), Buenos Aires · Sędzia: Loustau ( Argentyna) |
|               |                                       |                |         |                                                                                        |

| 29 marca 2012 | Zamora | 0 – 10-0Raport | Fluminense FC · Rafael Sóbis 78' | Estadio Agustín Tovar, Barinas · Sędzia: Vera ( Ekwador) |
|               |        |                |                                  |                                                          |

| 10 kwietnia 2012 | Zamora | 0-1Raport | Arsenal · Caffa 29' (k) | Estadio Agustín Tovar, Barinas · Sędzia: Quintana ( Paragwaj) |
|                  |        |           |                         |                                                               |

| 11 kwietnia 2012 | Fluminense FC | 0-20-1Raport | Boca Juniors · Cvitanich 33' · Miño 74' | Estádio Olímpico João Havelange (Engenhão), Rio de Janeiro · Widzów: 36.263 · Sędzia: Ubriaco ( Urugwaj) |
|                  |               |              |                                         | |

| 18 kwietnia 2012 | Arsenal · N. Aguirre 80' | 1-20-1Raport | Fluminense FC · Carlinhos 34' · Rafael Moura 90+2' | Estadio Julio Humberto Grondona, Sarandí · Sędzia: Silvera ( Urugwaj) |
|                  |                          |              |                                                    |                                                                       |

| 18 kwietnia 2012 | Boca Juniors · Blandi 67' · Riquelme 74' | 2-00-0Raport | Zamora | Estadio Alberto J. Armando (La Bombonera), Buenos Aires · Sędzia: Orozco ( Boliwia) |
|                  |                                          |              |        |                                                                                     |

### Grupa 5
| Zespół           | Mecze | Z | R | P | Br+ | Br- | Bilans | Pkt |
| ---------------- | ----- | - | - | - | --- | --- | ------ | --- |
| Libertad         | 6     | 4 | 1 | 1 | 11  | 7   | +4     | 13  |
| CR Vasco da Gama | 6     | 4 | 1 | 1 | 10  | 6   | +4     | 13  |
| Nacional         | 6     | 2 | 0 | 4 | 5   | 7   | -2     | 6   |
| Alianza          | 6     | 1 | 0 | 5 | 6   | 12  | -6     | 3   |

|                  | Club Libertad | CR Vasco da Gama | Club Nacional de Football | Alianza Lima |
| ---------------- | ------------- | ---------------- | ------------------------- | ------------ |
| Libertad         |               | 1-1              | 2-1                       | 4-1          |
| CR Vasco da Gama | 2-0           |                  | 1-2                       | 3-2          |
| Nacional         | 1-2           | 0-1              |                           | 1-0          |
| Alianza          | 1-2           | 1-2              | 1-0                       |              |

| 8 lutego 2012 | CR Vasco da Gama · Alecsandro 73' | 1 – 20-1Raport | Nacional · Dedé 30' (sam.) · Sánchez 46' | Estádio São Januário, Rio de Janeiro · Widzów: 16.838 · Sędzia: Buitrago ( Peru) |
|               |                                   |                |                                          |                                                                                  |

| 9 lutego 2012 | Libertad · Civelli 46' · Aquino 66' (k) · M. Caballero 78' · Ibáñez 90' (sam.) | 4 – 10-1Raport | Alianza · Arroe 27' | Estadio Dr. Nicolás Léoz, Asunción · Sędzia: Vázquez ( Urugwaj) |
|               |                                                                                |                |                     |                                                                 |

| 16 lutego 2012 | Nacional · M. Aguirre 23' | 1 – 21-0Raport | Libertad · Samudio 58' · M. Caballero 63' | Estadio Gran Parque Central, Montevideo · Sędzia: Laverni ( Argentyna) |
|                |                           |                |                                           |                                                                        |

| 6 marca 2012 | CR Vasco da Gama · Ramos 20' (sam.) · Dedé 59' · Juninho Pernambucano 80' (k) | 3 – 21-1Raport | Alianza · Charquero 17' · Ibáñez 85' | Estádio São Januário, Rio de Janeiro · Sędzia: Abal ( Argentyna) |
|              |                                                                               |                |                                      |                                                                  |

| 13 marca 2012 | Alianza Lima · J. Fernández 15' | 1 – 01-0Raport | Nacional | Estadio Nacional, Lima · Sędzia: Roldán ( Kolumbia) |
|               |                                 |                |          |                                                     |

| 14 marca 2012 | Libertad · Núñez 69' | 1 – 10-1Raport | CR Vasco da Gama · Diego Souza 16' | Estadio Dr. Nicolás Léoz, Asunción · Sędzia: Osses ( Chile) |
|               |                      |                |                                    |                                                             |

| 21 marca 2012 | CR Vasco da Gama · Juninho Pernambucano 52' · Alecsandro 61' | 2 – 00-0Raport | Libertad | Estádio São Januário, Rio de Janeiro · Sędzia: Roldán ( Kolumbia) |
|               |                                                              |                |          |                                                                   |

| 27 marca 2012 | Nacional · Viudez 68' | 1 – 01-0Raport | Alianza Lima | Estadio Centenario, Montevideo · Sędzia: Pitana ( Argentyna) |
|               |                       |                |              |                                                              |

| 3 kwietnia 2012 | Alianza Lima · Curiel 76' | 1 – 20-1Raport | CR Vasco da Gama · Fellipe Bastos 17', 70' | Estadio Alejandro Villanueva, Lima · Sędzia: Laverni ( Argentyna) |
|                 |                           |                |                                            |                                                                   |

| 5 kwietnia 2012 | Libertad · Velázquez 65' · V. Cáceres 90' | 2 – 10-1Raport | Nacional · Viudez 9' | Estadio Dr. Nicolás Léoz, Asunción · Sędzia: Ponce ( Ekwador) |
|                 |                                           |                |                      |                                                               |

| 12 kwietnia 2012 | Nacional · Diego Souza 56' | 0 – 10-0Raport | CR Vasco da Gama | Estadio Gran Parque Central, Montevideo · Sędzia: Lunati ( Argentyna) |
|                  |                            |                |                  |                                                                       |

| 12 kwietnia 2012 | Alianza Lima · Hurtado 22' | 1 – 21-0Raport | Libertad · Camacho 53' · Núñez 74' | Estadio Alejandro Villanueva, Lima · Sędzia: Soto ( Wenezuela) |
|                  |                            |                |                                    |                                                                |

### Grupa 6
| Zespół               | Mecze | Z | R | P | Br+ | Br- | Bilans | Pkt |
| -------------------- | ----- | - | - | - | --- | --- | ------ | --- |
| Corinthians Paulista | 6     | 4 | 2 | 0 | 13  | 2   | +11    | 14  |
| Cruz Azul            | 6     | 3 | 2 | 1 | 11  | 4   | +7     | 11  |
| Nacional             | 6     | 1 | 1 | 4 | 6   | 13  | -7     | 4   |
| Deportivo Táchira    | 6     | 0 | 3 | 3 | 4   | 15  | -11    | 3   |

|                      | Sport Club Corinthians Paulista | Cruz Azul | Deportivo Táchira | Club Nacional |
| -------------------- | ------------------------------- | --------- | ----------------- | ------------- |
| Corinthians Paulista |                                 | 1-0       | 6-0               | 2-0           |
| Cruz Azul            | 0-0                             |           | 4-0               | 4-1           |
| Deportivo Táchira    | 1-1                             | 1-1       |                   | 0-0           |
| Nacional             | 1-3                             | 1-2       | 3-2               |               |

| 8 lutego 2012 | Nacional · Bogado 20' | 1 – 21-2Raport | Cruz Azul · Orozco 5', 28' | Estadio Dr. Nicolás Léoz, Asunción · Sędzia: Pitana ( Argentyna) |
|               |                       |                |                            |                                                                  |

| 15 lutego 2012 | Deportivo Táchira · S. Herrera 21' | 1 – 11-0Raport | Corinthians Paulista · Ralf 90+4' | Estadio Polideportivo de Pueblo Nuevo, San Cristóbal · Sędzia: Roldán ( Kolumbia) |
|                |                                    |                |                                   |                                                                                   |

| 21 lutego 2012 | Cruz Azul · Cortés 18' (k) · Perea 54' · Orozco 78' · Villa 81' | 4 – 01-0Raport | Deportivo Táchira | Estadio Azul, Meksyk · Sędzia: Machado ( Kolumbia) |
|                |                                                                 |                |                   |                                                    |

| 7 marca 2012 | Corinthians Paulista · Danilo 38' · Jorge Henrique 67' | 2 – 01-0Raport | Nacional | Estádio Municipal Paulo Machado de Carvalho (Pacaembu), São Paulo · Sędzia: Osses ( Chile) |
|              |                                                        |                |          |                                                                                            |

| 13 marca 2012 | Nacional · Cano 50' (k), 72' · Torales 81' | 3 – 20-1Raport | Deportivo Táchira · P. Fernández 30' · Chourio 79' | Estadio Feliciano Cáceres, Luque · Sędzia: Intriago ( Ekwador) |
|               |                                            |                |                                                    |                                                                |

| 14 marca 2012 | Cruz Azul | 0 – 00-0Raport | Corinthians Paulista | Estadio Azul, Meksyk · Sędzia: Vera ( Ekwador) |
|               |           |                |                      |                                                |

| 21 marca 2012 | Corinthians Paulista · Danilo 35' | 1 – 01-0Raport | Cruz Azul | Estádio Municipal Paulo Machado de Carvalho (Pacaembu), São Paulo · Sędzia: Vázquez ( Urugwaj) |
|               |                                   |                |           |                                                                                                |

| 27 marca 2012 | Deportivo Táchira | 0 – 00-0Raport | Nacional | Estadio Polideportivo de Pueblo Nuevo, San Cristóbal · Sędzia: Orosco ( Boliwia) |
|               |                   |                |          |                                                                                  |

| 3 kwietnia 2012 | Deportivo Táchira · Parra 19' | 1 – 11-0Raport | Cruz Azul · Giménez 83' | Estadio Polideportivo de Pueblo Nuevo, San Cristóbal · Sędzia: Ubriaco ( Urugwaj) |
|                 |                               |                |                         |                                                                                   |

| 11 kwietnia 2012 | Nacional · Peralta 70' | 1 – 30-1Raport | Corinthians Paulista · Jorge Henrique 28' · Emerson 51' · Élton 71' | Estadio Antonio Oddone Sarubbi, Ciudad del Este · Sędzia: Loustau ( Argentyna) |
|                  |                        |                |                                                                     |                                                                                |

| 18 kwietnia 2012 | Corinthians Paulista · Danilo 17' · Paulinho 26' · Jorge Henrique 62' · Emerson 70' · Liédson 72' · Douglas 83' (k) | 6 – 02-0Raport | Deportivo Táchira | Estádio Municipal Paulo Machado de Carvalho (Pacaembu), São Paulo · Sędzia: Polic ( Chile) |
|                  | |                |                   |                                                                                            |

| 18 kwietnia 2012 | Cruz Azul · Orozco 20' · Maranhão 45' · Bravo 65' · Perea 80' | 4 – 12-1Raport | Nacional · Cristaldo 43' | Estadio Azul, Meksyk · Sędzia: Carrillo ( Peru) |
|                  |                                                               |                |                          |                                                 |

### Grupa 7
| Zespół            | Mecze | Z | R | P | Br+ | Br- | Bilans | Pkt |
| ----------------- | ----- | - | - | - | --- | --- | ------ | --- |
| Vélez Sársfield   | 6     | 4 | 0 | 2 | 10  | 6   | +4     | 12  |
| Deportivo Quito   | 6     | 3 | 1 | 2 | 11  | 4   | +7     | 10  |
| Defensor Sporting | 6     | 3 | 0 | 3 | 6   | 7   | -1     | 9   |
| Guadalajara       | 6     | 1 | 1 | 4 | 2   | 12  | -10    | 4   |

|                   | Defensor Sporting | Sociedad Deportivo Quito | C.D. Guadalajara | Club Atlético Vélez Sársfield |
| ----------------- | ----------------- | ------------------------ | ---------------- | ----------------------------- |
| Defensor Sporting |                   | 2-0                      | 1-0              | 0-3                           |
| Deportivo Quito   | 2-0               |                          | 5-0              | 3-0                           |
| Guadalajara       | 1-0               | 1-1                      |                  | 0-2                           |
| Vélez Sársfield   | 1-3               | 1-0                      | 3-0              |                               |

| 7 lutego 2012 | Defensor Sporting | 0 – 30-1Raport | Vélez Sársfield · D. Ramírez 41' · Obolo 81' · Domínguez 85' | Estadio Luis Franzini, Montevideo · Sędzia: Osses ( Chile) |
|               |                   |                |                                                              |                                                            |

| 7 lutego 2012 | Guadalajara · Arellano 90+2' | 1 – 10-1Raport | Deportivo Quito · Alustiza 7' | Estadio Omnilife, Zapopan · Sędzia: Soto ( Wenezuela) |
|               |                              |                |                               |                                                       |

| 14 lutego 2012 | Defensor Sporting · Alemán 22' (k) · Callorda 78' | 2 – 01-0Raport | Deportivo Quito | Estadio Luis Franzini, Montevideo · Sędzia: Lopes ( Brazylia) |
|                |                                                   |                |                 |                                                               |

| 22 lutego 2012 | Vélez Sársfield · Obolo 67' · Insúa 81', 82' | 3 – 00-0Raport | Guadalajara | Estadio José Amalfitani, Buenos Aires · Sędzia: Vuaden ( Brazylia) |
|                |                                              |                |             |                                                                    |

| 7 marca 2012 | Deportivo Quito · Alustiza 45+3' (k) · F. Martínez 47' · Saritama 70' | 3 – 01-0Raport | Vélez Sársfield | Estadio Olímpico Atahualpa, Quito · Sędzia: Buitrago ( Kolumbia) |
|              |                                                                       |                |                 |                                                                  |

| 13 marca 2012 | Guadalajara · Fierro 10' | 1 – 01-0Raport | Defensor Sporting | Estadio Omnilife, Zapopan · Sędzia: Escalante ( Wenezuela) |
|               |                          |                |                   |                                                            |

| 22 kwietnia 2012 | Vélez Sársfield · J. Martínez 89' | 1 – 00-0Raport | Deportivo Quito | Estadio José Amalfitani, Buenos Aires · Sędzia: Seneme ( Brazylia) |
|                  |                                   |                |                 |                                                                    |

| 28 marca 2012 | Defensor Sporting · Olivera 70' | 1 – 00-0Raport | Guadalajara | Estadio Luis Franzini, Montevideo · Sędzia: Cáceres ( Paragwaj) |
|               |                                 |                |             |                                                                 |

| 10 kwietnia 2012 | Deportivo Quito · Checa 36' · Bevacqua 63' | 2 – 01-0Raport | Defensor Sporting | Estadio Olímpico Atahualpa, Quito · Sędzia: Carrillo ( Peru) |
|                  |                                            |                |                   |                                                              |

| 11 kwietnia 2012 | Guadalajara | 0 – 20-0Raport | Vélez Sársfield · A. Fernández 69' · Pratto 89' | Estadio Omnilife, Zapopan · Sędzia: Gambetta ( Peru) |
|                  |             |                |                                                 |                                                      |

| 17 kwietnia 2012 | Vélez Sársfield · Insúa 63' (k) | 1 – 30-2Raport | Defensor Sporting · Olivera 6' · D. Rodríguez 37' · Britos 46' | Estadio José Amalfitani, Buenos Aires · Sędzia: Ricci ( Brazylia) |
|                  |                                 |                |                                                                |                                                                   |

| 17 kwietnia 2012 | Deportivo Quito · Alustiza 17', 27', 70', 86' · F. Martínez 64' | 5 – 02-0Raport | Guadalajara | Estadio Olímpico Atahualpa, Quito · Sędzia: Roldán ( Kolumbia) |
|                  |                                                                 |                |             |                                                                |

### Grupa 8
| Zespół               | Mecze | Z | R | P | Br+ | Br- | Bilans | Pkt |
| -------------------- | ----- | - | - | - | --- | --- | ------ | --- |
| Universidad de Chile | 6     | 4 | 1 | 1 | 11  | 6   | +5     | 13  |
| Atlético Nacional    | 6     | 3 | 2 | 1 | 16  | 8   | +8     | 11  |
| Godoy Cruz           | 6     | 1 | 2 | 3 | 10  | 16  | -6     | 5   |
| Peñarol              | 6     | 1 | 1 | 4 | 6   | 13  | -7     | 4   |

|                      | Atlético Nacional | Godoy Cruz Antonio Tomba | CA Peñarol | Club Universidad de Chile |
| -------------------- | ----------------- | ------------------------ | ---------- | ------------------------- |
| Atlético Nacional    |                   | 2-2                      | 3-0        | 2-0                       |
| Godoy Cruz           | 4-4               |                          | 1-0        | 0-1                       |
| Peñarol              | 0-4               | 4-2                      |            | 1-1                       |
| Universidad de Chile | 2-1               | 5-1                      | 2-1        |                           |

| 14 lutego 2012 | Atlético Nacional · Valencia 27' · Pabón 80' | 2 – 01-0Raport | Club Universidad de Chile | Estadio Atanasio Girardot, Medellín · Sędzia: Carrillo ( Peru) |
|                |                                              |                |                           |                                                                |

| 16 lutego 2012 | Godoy Cruz · Villar 51' | 1 – 00-0Raport | Peñarol | Estadio Malvinas Argentinas, Mendoza · Sędzia: Orosco ( Boliwia) |
|                |                         |                |         |                                                                  |

| 21 lutego 2012 | Peñarol | 0 – 40-1Raport | Atlético Nacional · Córdoba 8', 49' · Pabón 64', 77' | Estadio Centenario, Montevideo · Sędzia: Amarilla ( Paragwaj) |
|                |         |                |                                                      |                                                               |

| 22 lutego 2012 | Universidad de Chile · Fernandes 29', 45', 72' · Lorenzetti 34' · Henríquez 90' | 5 – 13-0Raport | Godoy Cruz · Sigali 53' | Estadio Santa Laura-Universidad SEK, Santiago · Sędzia: Seneme ( Brazylia) |
|                |                                                                                 |                |                         |                                                                            |

| 6 marca 2012 | Peñarol · Freitas 21' | 1 – 11-1Raport | Universidad de Chile · Fernandes 34' | Estadio Centenario, Montevideo · Sędzia: Ponce ( Ekwador) |
|              |                       |                |                                      |                                                           |

| 8 marca 2012 | Godoy Cruz · Caruso 8', 68', 89' · R. Ramírez 33' | 4 – 42-2Raport | Atlético Nacional · Mosquera 13' · Sigali 29' (sam.) · Pabón 54', 69' | Estadio Malvinas Argentinas, Mendoza · Sędzia: Vuaden ( Brazylia) |
|              |                                                   |                |                                                                       |                                                                   |

| 22 marca 2012 | Atlético Nacional · Mosquera 2', 61' (k) | 2 – 21-2Raport | Godoy Cruz · Curbelo 23' · Castillón 34' | Estadio Atanasio Girardot, Medellín · Sędzia: Lopes ( Brazylia) |
|               |                                          |                |                                          |                                                                 |

| 27 marca 2012 | Universidad de Chile · M. Rodríguez 2', 90+1' | 2 – 11-0Raport | Peñarol · Valdez 51' | Estadio Nacional Julio Martínez Prádanos, Santiago · Sędzia: Vuaden ( Brazylia) |
|               |                                               |                |                      |                                                                                 |

| 4 kwietnia 2012 | Godoy Cruz | 0 – 10-1Raport | Universidad de Chile · Henríquez 45+2' | Estadio Malvinas Argentinas, Mendoza · Sędzia: Amarilla ( Paragwaj) |
|                 |            |                |                                        |                                                                     |

| 10 kwietnia 2012 | Atlético Nacional · Murillo 7' · Pabón 44' · Álvarez 59' | 3 – 02-0Raport | Peñarol | Estadio Atanasio Girardot, Medellín · Sędzia: Artequera ( Boliwia) |
|                  |                                                          |                |         |                                                                    |

| 19 kwietnia 2012 | Universidad de Chile · M. Rodríguez 10' · O. González 68' | 2 – 11-0Raport | Atlético Nacional · Pabón 62' | Estadio Nacional Julio Martínez Prádanos, Santiago · Sędzia: V.Rivera ( Peru) |
|                  |                                                           |                |                               |                                                                               |

| 19 kwietnia 2012 | Peñarol · Zambrana 37', 73' · Mora 50' · Pérez 61' | 4 – 21-2Raport | Godoy Cruz · N. Sánchez 12' · Sevillano 19' | Estadio Centenario, Montevideo · Sędzia: Ricardo Marques ( Brazylia) |
|                  |                                                    |                |                                             |                                                                      |